# Tour de Langkawi 2023
Il Tour de Langkawi 2023, ventisettesima edizione della corsa, valido come prova dell'UCI ProSeries 2023 categoria 2.Pro, si svolse in otto tappe dal 23 al 30 settembre 2023 su un percorso di 1096,9 km, con partenza da Kerteh e arrivo a Kuala Lumpur, in Malaysia. La vittoria fu appannaggio del britannico Simon Carr, che completò il percorso in 29h17'41", precedendo l'ecuadoriano Jefferson Alexander Cepeda e lo spagnolo Pablo Castrillo.

## Tappe
| Tappa  | Data         | Percorso                       | km      | Vincitore di tappa | Leader cl. generale |
| ------ | ------------ | ------------------------------ | ------- | ------------------ | ------------------- |
| 1ª     | 23 settembre | Kerteh > Kuala Terengganu      | 187,4   | Arvid de Kleijn    | Arvid de Kleijn     |
| 2ª     | 24 settembre | Kuala Terengganu > Kota Bharu  | 186,2   | Gleb Syrica        | Arvid de Kleijn     |
| 3ª     | 25 settembre | Jeli > Baling                  | 183,1   | George Jackson     | Enrico Zanoncello   |
| 4ª     | 26 settembre | Bukit Mertajam > Meru Raya     | 140,2   | Daniel Babor       | George Jackson      |
| 5ª     | 27 settembre | Slim River > Genting Highlands | 126,4   | Simon Carr         | Simon Carr          |
| 6ª     | 28 settembre | Karak > Melaka                 | 174,5   | Arvid de Kleijn    | Simon Carr          |
| 7ª     | 29 settembre | Muar > Seremban                | 123,8   | Sasha Weemaes      | Simon Carr          |
| 8ª     | 30 settembre | Setia Alam > Kuala Lumpur      | 156,5   | Gleb Syrica        | Simon Carr          |
| Totale | Totale       | Totale                         | 1 096,9 |                    |                     |

## Squadre e corridori partecipanti
Al via 22 formazioni.

| N.      | Cod. | Squadra                           |
| ------- | ---- | --------------------------------- |
| 1-6     | EFE  | EF Education-EasyPost             |
| 11-17   | AST  | Astana Qazaqstan Team             |
| 21-26   | GBF  | Green Project-BardianiCSF-Faizanè |
| 31-36   | TUD  | Tudor Pro Cycling Team            |
| 41-46   | BEB  | Bolton Equities Black Spoke       |
| 51-56   | HPM  | Human Powered Health              |
| 61-66   | EKP  | Equipo Kern Pharma                |
| 71-76   | EUS  | Euskaltel-Euskadi                 |
| 81-86   | COR  | Corratec Selle Italia             |
| 91-96   | CJR  | Caja Rural-Seguros RGA            |
| 101-106 | TSG  | Terengganu Polygon Cycling Team   |

| N.      | Cod. | Squadra                                       |
| ------- | ---- | --------------------------------------------- |
| 111-116 | UKO  | JCL Team Ukyo                                 |
| 121-126 | R0I  | Roojai Online Insurance                       |
| 131-136 | TCC  | Thailand Continental Cycling Team             |
| 141-146 | HEN  | Hengxiang Cycling Team                        |
| 151-156 | STG  | St George Continental Cycling Team            |
| 161-166 | LNS  | Li Ning Star                                  |
| 171-176 | 7RP  | 7 Eleven Cliqq-Air21 by Road Bike Philippines |
| 181-186 | KSP  | KSPO Professional                             |
| 191-196 | NCT  | Nusantara Cycling Team                        |
| 201-206 | MSS  | Giant Cycling Team                            |
| 211-216 | MYS  | Malaysia                                      |

## Dettagli delle tappe

### 1ª tappa
- 23 settembre: Kerteh > Kuala Terengganu – 187,4 km

Risultati
| Pos. | Corridore       | Squadra | Tempo    |
| ---- | --------------- | ------- | -------- |
| 1    | Arvid de Kleijn | Tudor   | 4h25'48" |
| 2    | Sasha Weemaes   | Human   | s.t.     |
| 3    | Gleb Syrica     | Astana  | s.t.     |

| Pos. | Corridore              | Squadra | Tempo    |
| ---- | ---------------------- | ------- | -------- |
| 1    | Arvid de Kleijn        | Tudor   | 4h25'38" |
| 2    | Sasha Weemaes          | Human   | a 4"     |
| 3    | Tegsh-bayar Batsaikhan | Roojai  | s.t.     |

### 2ª tappa
- 24 settembre: Kuala Terengganu > Kota Bharu – 186,2 km

Risultati
| Pos. | Corridore         | Squadra     | Tempo    |
| ---- | ----------------- | ----------- | -------- |
| 1    | Gleb Syrica       | Astana      | 4h15'14" |
| 2    | Arvid de Kleijn   | Tudor       | s.t.     |
| 3    | Enrico Zanoncello | Gr. Project | s.t.     |

| Pos. | Corridore       | Squadra | Tempo    |
| ---- | --------------- | ------- | -------- |
| 1    | Arvid de Kleijn | Tudor   | 8h40'46" |
| 2    | Gleb Syrica     | Astana  | a 2"     |
| 3    | Sasha Weemaes   | Human   | a 10"    |

### 3ª tappa
- 25 settembre: Jeli > Baling – 183,1 km

Risultati
| Pos. | Corridore         | Squadra     | Tempo    |
| ---- | ----------------- | ----------- | -------- |
| 1    | George Jackson    | Bolton      | 4h14'13" |
| 2    | Enrico Zanoncello | Gr. Project | s.t.     |
| 3    | Carlos Canal      | Euskaltel   | s.t.     |

| Pos. | Corridore         | Squadra     | Tempo     |
| ---- | ----------------- | ----------- | --------- |
| 1    | Enrico Zanoncello | Gr. Project | 12h55'05" |
| 2    | George Jackson    | Bolton      | s.t.      |
| 3    | Simon Carr        | EF          | a 4"      |

### 4ª tappa
- 26 settembre: Bukit Mertajam > Meru Raya – 140,2 km

Risultati
| Pos. | Corridore      | Squadra    | Tempo    |
| ---- | -------------- | ---------- | -------- |
| 1    | Daniel Babor   | Caja Rural | 3h06'05" |
| 2    | George Jackson | Bolton     | s.t.     |
| 3    | Sasha Weemaes  | Human      | s.t.     |

| Pos. | Corridore         | Squadra     | Tempo     |
| ---- | ----------------- | ----------- | --------- |
| 1    | George Jackson    | Bolton      | 16h01'04" |
| 2    | Enrico Zanoncello | Gr. Project | a 6"      |
| 3    | Simon Carr        | EF          | a 10"     |

### 5ª tappa
- 27 settembre: Slim River  > Genting Highlands – 126,4 km

Risultati
| Pos. | Corridore           | Squadra     | Tempo    |
| ---- | ------------------- | ----------- | -------- |
| 1    | Simon Carr          | EF          | 3h24'06" |
| 2    | J. Alexander Cepeda | EF          | a 39"    |
| 3    | Pablo Castrillo     | Kern Pharma | a 48"    |

| Pos. | Corridore       | Squadra     | Tempo     |
| ---- | --------------- | ----------- | --------- |
| 1    | Simon Carr      | EF          | 19h25'10" |
| 2    | J. A. Cepeda    | EF          | a 49"     |
| 3    | Pablo Castrillo | Kern Pharma | a 58"     |

### 6ª tappa
- 28 settembre: Karak > Melaka – 174,5 km

Risultati
| Pos. | Corridore       | Squadra | Tempo    |
| ---- | --------------- | ------- | -------- |
| 1    | Arvid de Kleijn | Tudor   | 4'08'19" |
| 2    | Sasha Weemaes   | Human   | s.t.     |
| 3    | Gleb Syrica     | Astana  | s.t.     |

| Pos. | Corridore       | Squadra     | Tempo     |
| ---- | --------------- | ----------- | --------- |
| 1    | Simon Carr      | EF          | 23h33'29" |
| 2    | J. A. Cepeda    | EF          | a 49"     |
| 3    | Pablo Castrillo | Kern Pharma | a 58"     |

### 7ª tappa
- 29 settembre: Muar > Seremban - 123,8 km

Risultati
| Pos. | Corridore       | Squadra | Tempo    |
| ---- | --------------- | ------- | -------- |
| 1    | Sasha Weemaes   | Human   | 2h31'45" |
| 2    | Arvid De Kleijn | Tudor   | s.t.     |
| 3    | Gleb Syrica     | Astana  | s.t.     |

| Pos. | Corridore       | Squadra     | Tempo     |
| ---- | --------------- | ----------- | --------- |
| 1    | Simon Carr      | EF          | 26h05'14" |
| 2    | J. A. Cepeda    | EF          | a 49"     |
| 3    | Pablo Castrillo | Kern Pharma | a 58"     |

### 8ª tappa
- 30 settembre: Setia Alam > Kuala Lumpur – 156,5 km

Risultati
| Pos. | Corridore       | Squadra    | Tempo    |
| ---- | --------------- | ---------- | -------- |
| 1    | Gleb Syrica     | Astana     | 3h12'27" |
| 2    | Daniel Babor    | Caja Rural | s.t.     |
| 3    | Arvid De Kleijn | Tudor      | s.t.     |

| Pos. | Corridore       | Squadra     | Tempo     |
| ---- | --------------- | ----------- | --------- |
| 1    | Simon Carr      | EF          | 29h17'41" |
| 2    | J. A. Cepeda    | EF          | a 49"     |
| 3    | Pablo Castrillo | Kern Pharma | a 58"     |

## Evoluzione delle classifiche
| Tappa              | Vincitore          | Classifica generale Maglia gialla | Classifica a punti Maglia verde | Classifica scalatori Maglia rossa | Classifica a squadre              |
| ------------------ | ------------------ | --------------------------------- | ------------------------------- | --------------------------------- | --------------------------------- |
| 1ª                 | Arvid de Kleijn    | Arvid de Kleijn                   | Arvid de Kleijn                 | Muhammad Nur Aiman Mohd Zariff    | Malesia                           |
| 2ª                 | Gleb Syrica        | Arvid de Kleijn                   | Arvid de Kleijn                 | Nur Amirul Fakhruddin Mazuki      | Green Project-BardianiCSF-Faizanè |
| 3ª                 | George Jackson     | Enrico Zanoncello                 | Arvid de Kleijn                 | Simon Pellaud                     | Green Project-BardianiCSF-Faizanè |
| 4ª                 | Daniel Babor       | George Jackson                    | Arvid de Kleijn                 | Simon Pellaud                     | Green Project-BardianiCSF-Faizanè |
| 5ª                 | Simon Carr         | Simon Carr                        | Arvid de Kleijn                 | Simon Pellaud                     | EF Education-EasyPost             |
| 6ª                 | Arvid de Kleijn    | Simon Carr                        | Arvid de Kleijn                 | Simon Pellaud                     | EF Education-EasyPost             |
| 7ª                 | Sasha Weemaes      | Simon Carr                        | Arvid de Kleijn                 | Simon Pellaud                     | EF Education-EasyPost             |
| 8ª                 | Gleb Syrica        | Simon Carr                        | Arvid de Kleijn                 | Simon Pellaud                     | EF Education-EasyPost             |
| Classifiche finali | Classifiche finali | Simon Carr                        | Arvid De Kleijn                 | Simon Pellaud                     | EF Education-EasyPost             |

Maglie indossate da altri ciclisti in caso di due o più maglie vinte
- Nella 2ª tappa Sasha Weemaes ha indossato la maglia verde al posto di Arvid de Kleijn.
- Nella 3ª tappa Gleb Syrica ha indossato la maglia verde al posto di Arvid de Kleijn.

## Classifiche finali

### Classifica generale - Maglia gialla
| Pos. | Corridore         | Squadra    | Tempo     |
| ---- | ----------------- | ---------- | --------- |
| 1    | Simon Carr        | EF         | 29h17'41" |
| 2    | J.A. Cepeda       | EF         | a 49"     |
| 3    | Pablo Castrillo   | Kern Ph.   | a 58"     |
| 4    | Joan Bou          | Euskaltel  | a 1'07"   |
| 5    | Vadim Pronskij    | Astana     | a 1'15"   |
| 6    | Paul Double       | Human      | a 1'29"   |
| 7    | Adne van Engelen  | Roojai     | a 1'34"   |
| 8    | Jon Agirre        | Kern Ph.   | a 1'39"   |
| 9    | Jokin Murguialday | Caja Rural | a 1'40"   |
| 10   | H. Martín López   | Astana     | a 2'03"   |

### Classifica a punti - Maglia verde
| Pos. | Corridore         | Squadra     | Punti |
| ---- | ----------------- | ----------- | ----- |
| 1    | Arvid De Kleijn   | Tudor       | 72    |
| 2    | Gleb Syrica       | Astana      | 58    |
| 3    | Sasha Weemaes     | Human       | 55    |
| 4    | Enrico Zanoncello | Gr. Project | 45    |
| 5    | Daniel Babor      | Caja Rural  | 40    |

### Classifica scalatori - Maglia rossa
| Pos. | Corridore       | Squadra     | Punti |
| ---- | --------------- | ----------- | ----- |
| 1    | Simon Pellaud   | Tudor       | 32    |
| 2    | Simon Carr      | EF          | 20    |
| 3    | Pablo Castrillo | Kern Pharma | 13    |
| 4    | Luca Covili     | Gr. Project | 13    |
| 5    | J.A. Cepeda     | EF          | 12    |

### Classifica a squadre
| Pos. | Squadra                 | Tempo     |
| ---- | ----------------------- | --------- |
| 1    | EF Education-EasyPost   | 87h57'01" |
| 2    | Euskaltel-Euskadi       | a 2'18"   |
| 3    | Equipo Kern Pharma      | a 3'43"   |
| 4    | Roojai Online Insurance | a 11'32"  |
| 5    | Caja Rural-Seguros RGA  | a 11'46"  |